# خفاش الفاكهة المصري
خفاش الفاكهة المصري، الثعلب الطيار المصري أو روزيتا المصرية (Rousettus aegyptiacus)، نوع من خفافيش فاكهة العالم القديم من فصيلة الخفافيش الكبيرة (خفافيش الفاكهة) من رتبة الخفاشيات

## الانتشار
يعيش في مصر بالإضافة لبعض أغلب مناطق قارة أفريقيا وبلاد الشام، والسعودية، و تركيا، و قبرص، و سلطنة عمان، و اليمن، و شرقي باكستان، وأنحاء من إيران، بالإضافة إلى شمال الهند.

## الوصف
يصل طول جسم خفاش الفاكهة المصري إلى 15 سم وطول جناحيه إلى 60 سم كمعدل وسطي. يزن خفاش الفاكهة المصري 160 غرامًا على وجه التقريب. تكون ذكور خفافيش الفاكهة المصرية أضخم حجمًا من إناثها، وما يميز كبر حجم الذكور وجود أكياس الصفن لديها. يتسم خفاش الفاكهة المصري بلون بني فاتح للجسم ولون بني غامق للجناحين. يتميز خفاش الفاكهة المصري بآذان كبيرة مدببة وخطم شبيه بخطم الكلب أو الثعلب، وهو السبب في إطلاق تسمية الثعلب الطيار عليه في اللغة الإنكليزية. يتميز خفاش الفاكهة المصري بِوَبر ناعم الملمس بالإضافة إلى جناحين شبه شفافيين.

## السلوك
يعتبر خفاش الفاكهة المصري ليلي النشاط مثل الخفافيش الأخرى حيث يقضي ساعات النهار على الأشجار أو في الكهوف ويعيش في صورة مجموعات كبيرة قد يصل عددها إلى عدة آلاف أحيانا وتخرج الخفافيش من مجاثمها في المساء المتأخر بحثا عن الطعام وتعود قبل الفجر مباشرة ويعتبر هذا النوع ومعه أنواع أخرى تابعة لنفس الجنس المجموعة الوحيدة من الخفافيش الكبيرة التي تستخدم صدى الصوت حيث تصدر سلسلة من الطقطقات عن طريق ألسنتها كما أنها تستخدم مدى من الأصوات لغرض التواصل مثل الهمهمات أو الصيحات وقد تصم مستعمرة كبيرة من تنافر الأصوات .

## الغذاء
يتغذى خفاش الفاكهة المصري على أنواع عديدة من الفاكهة وبالأخص طرية اللب، ويتغذي على ثمار النخيل البري أيضًا.

## التكاثر
تلد أنثى خفاش الفاكهة المصري جروًا أو خفاشًا صغيرًا كل سنة، وفي بعض الأحيان توأمًا بعد فترة حمل تمتد لمئة وعشرين يومًا تقريبًا.

## في الأسر
إن خفاش الفاكهة المصري سهل التربية إذا وقع في الأسر، من حيث طريقة إطعامه والتي تعتمد على الفاكهة في المقام الأول.

## الصور

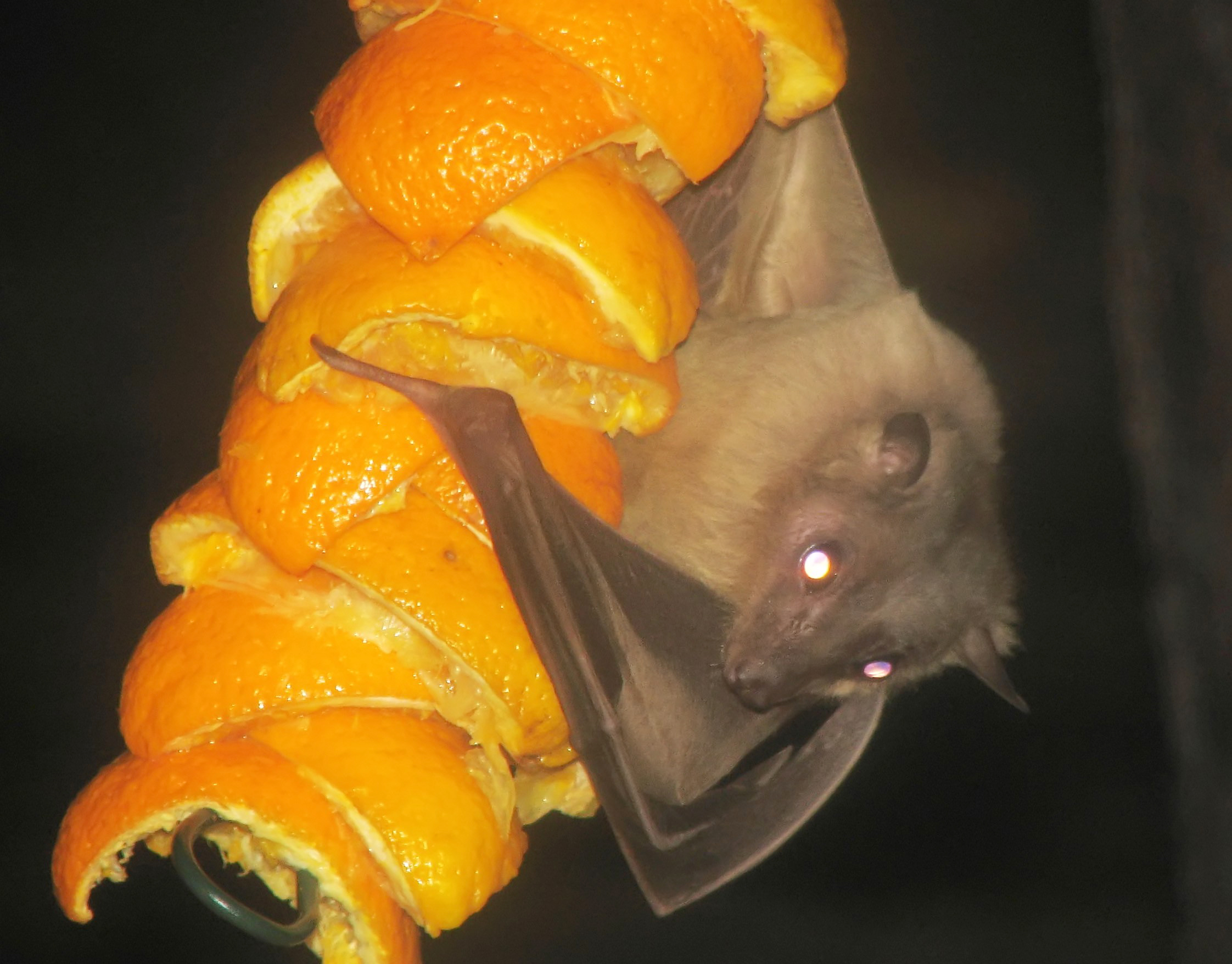
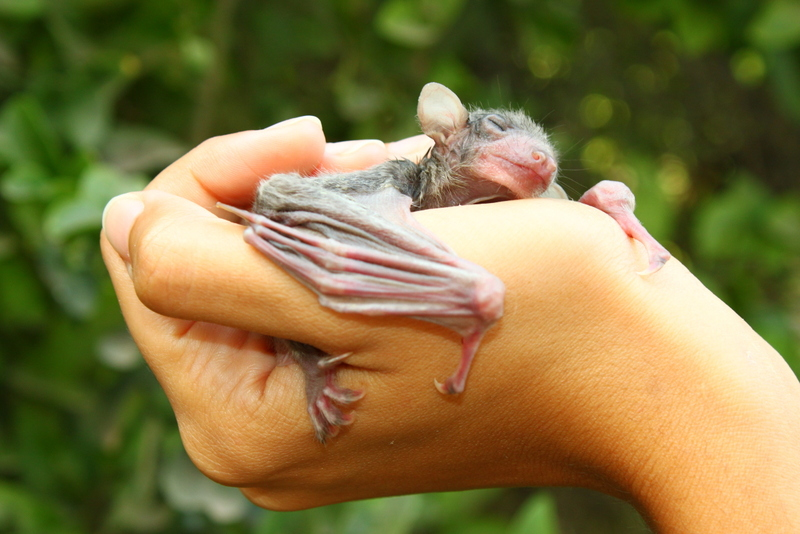
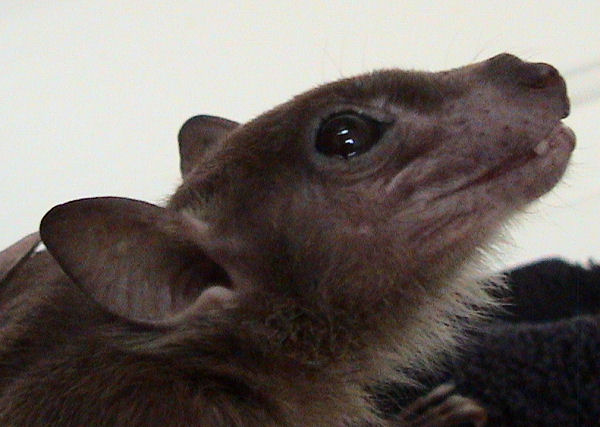
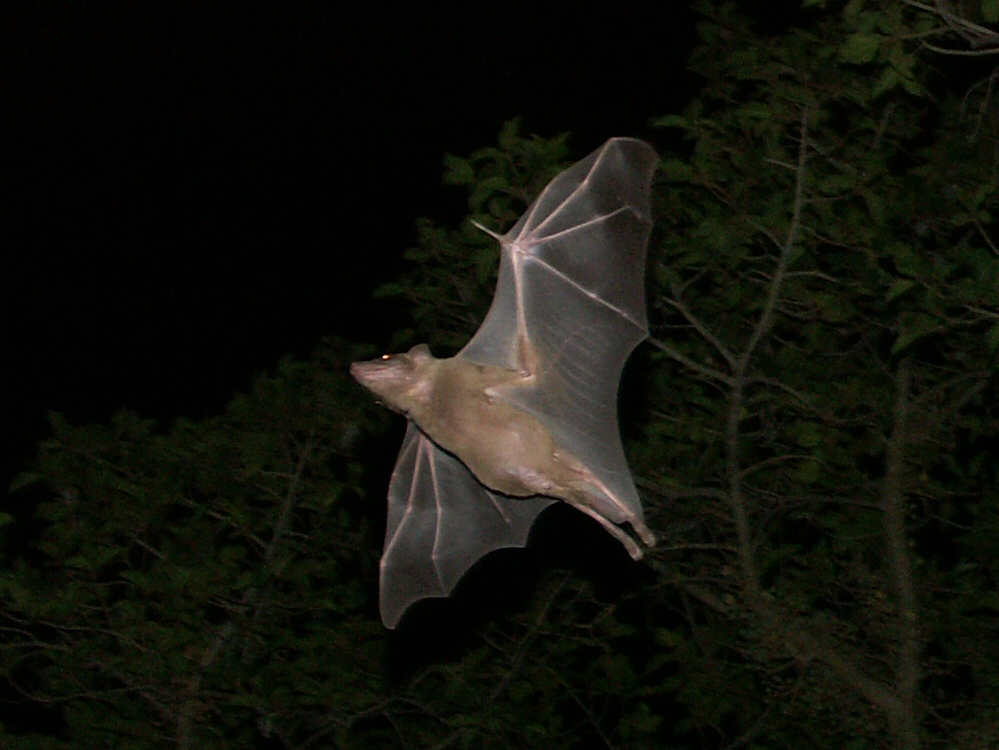

## اقرأ كذلك
- خفاشيات
- خفاش
- خفاش الفاكهة الجامايكي
- خفاش أصفر شمالي
- خفاش الفاكهة

## وصلات خارجية
- منظمة الحفاظ على الخفافيش:خفاش الفاكهة المصري
- مركز المحافظة على الأنواع الطبيعية